# 1080p
1080p, ook bekend als Full HD of FHD, is een progressieve schermresolutie van 1920 × 1080 pixels met een beeldverhouding van 16:9. De "p" staat voor progressive scanning. Het is een weergavemodus waarbij (in tegenstelling tot interlaced scanning) elk frame blok voor blok wordt opgebouwd. Het opbouwen van elk beeld gebeurt zo snel dat dit niet waarneembaar is voor het oog.

## Schermresoluties
Meestal verwijst 1080p naar een schermresolutie van 1920 × 1080. In feite staat "1080p" voor een verticale resolutie van 1080 pixels hoog. Zo zijn er een aantal andere 1080p-resoluties met een afwijkende horizontale resolutie beschikbaar:
| Standard            | Resolutie   | Beeldverhouding | Megapixels |
| ------------------- | ----------- | --------------- | ---------- |
| 1080p HD widescreen | 1920 × 1080 | 16:9            | 2,07       |
| 1080p 4:3           | 1440 × 1080 | 4:3 / 8:6       | 1,56       |
| Ultrawide HD        | 2560 × 1080 | 21:9            | 2,76       |
| FullHD+             | 2160 × 1080 | 2:1 / 18:9      | 2,33       |
| FHD+ (mobile)       | 2400 × 1080 | 2,2:1 (40:18)   | 2,59       |